# Eumenes asioboreus
Eumenes asioboreus är en stekelart som beskrevs av Kim och Seiki Yamane 2001. Eumenes asioboreus ingår i släktet krukmakargetingar, och familjen Eumenidae. Inga underarter finns listade i Catalogue of Life.